# Hacène Ogbi
Hacène Ogbi Benhadouche (en arabe : حسان عقبي بن حدوش), né le 17 août 1989 à El Harrach, est un footballeur algérien évoluant au poste de milieu offensif à l'USM El Harrach.

## Biographie
Hacène Ogbi commence sa carrière à l'USM El Harrach. Il rejoint en 2010 le NA Hussein Dey, puis, en 2012, il est transféré à l'Entente sportive de Sétif. 
Avec l'ES Sétif, il participe à la Ligue des champions africaine en 2013 et 2014. Lors de cette compétition, il inscrit un doublé contre l'équipe burkinabé de l'ASFA Yennega le 2 mars 2014.
Il signe en 2014 à l'USM Bel-Abbès. Puis, en juin 2015, Hassen Ogbi est transféré au Mouloudia Club d'Oran. Après une saison au MCO, il quitte Oran pour rejoindre un autre MCO, celui d'Oujda. Il signe pour une saison en faveur du club de D2 marocaine.

## Palmarès

### En club
- Championnat d'Algérie (1)
  - Champion : 2013 avec l'ES Sétif

### En équipe nationale
- Coupe du monde militaire / Jeux mondiaux militaires (1)
  - Vainqueur : 2011